# Природне науке
У науци, термин природна наука се односи на рационални приступ изучавању универзума, односно повиновање правилима или законима почетка природе. Термин природна наука се такође користи да би се одвојила она поља науке, која користе научни метод за проучавање природе од друштвених наука, које користе научни метод за проучавања људског понашања и друштва, и од формалних наука, као што су математика која је дуго припадала природним наукама и логика, које користе другачију методологију.
Природна наука је једна од грана науке која се бави описом, разумевањем и предвиђањем природних појава, на основу емпиријских доказа из посматрања и експериментисања.
Природне науке су:
- Астрономија
- Биологија
- Науке о Земљи
- Физика
- Физичка хемија
- Хемија

## Историја
Неки научници прате порекло природних наука још од преписмених људских друштава, где је разумевање природног света било неопходно за опстанак. Људи су посматрали и градили знање о понашању животиња и корисности биљака као хране и лека, које се преносило са генерације на генерацију. Ова примитивна схватања уступила су место формализованијим истраживањима око 3500. до 3000. пре нове ере у месопотамској и староегипатској култури, која су произвела прве познате писане доказе о природној филозофији, претечи природних наука. Док списи показују интересовање за астрономију, математику и друге аспекте физичког света, крајњи циљ истраживања о деловању природе је, у свим случајевима, био религиозни или митолошки, а не научни.
Традиција научног истраживања такође се појавила у Древној Кини, где су таоистички алхемичари и филозофи експериментисали са еликсирима да би продужили живот и излечили болести. Фокусирали су се на јин и јанг, или контрастне елементе у природи; јин је био повезан са женственошћу и хладноћом, док је јанг био повезан са мужевношћу и топлином. Пет фаза – ватра, земља, метал, дрво и вода – описују циклус трансформација у природи. Вода се претворила у дрво, које се када је изгорело, претворило у ватру. Пепео који је остао од ватре био је земља. Користећи ове принципе, кинески филозофи и лекари истраживали су људску анатомију, карактеришући органе као претежно јин или јанг, и разумели однос између пулса, срца и протока крви у телу вековима пре него што је то постало прихваћено на Западу.
Предсократски филозофи у старој грчкој култури довели су природну филозофију корак ближе директном истраживању узрока и последица у природи између 600. и 400. године п.н.е. Ипак, остао је елемент магије и митологије. Талес из Милета, рани филозоф који је живео од 625. до 546. пре Христа, објаснио је земљотресе теоретисањем да свет лебди на води и да је вода основни елемент у природи. У 5. веку пре нове ере, Леукип је био рани заступник атомизма, идеје да се свет састоји од основних недељивих честица. Питагора је применио грчке иновације у математици на астрономију и сугерисао да је Земља сферна.
Каснија сократова и платонска мисао се фокусирала на етику, морал и уметност; нису покушавали да истражују физички свет; Платон је критиковао предсократске мислиоце као материјалисте и антирелигиозне. Аристотел, Платонов ученик, који је живео од 384. до 322. пре Христа, посветио је више пажње свету природе у својој филозофији. У својој Историји животиња, описао је унутрашње деловање 110 врста, укључујући ражу, сома и пчеле. Он је истраживао пилеће ембрионе тако што је разбијао јаја и посматрао их у различитим фазама развоја. Аристотелова дела су била утицајна кроз 16. век, а он се сматра оцем биологије због свог пионирског рада у тој науци. Такође је представио филозофије о физици, природи и астрономији користећи индуктивно резоновање у својим делима Физика и Метеорологија.
Инспирисани Аристотеловим радом, староримски филозофи из раног 1. века нове ере, укључујући Лукреција, Сенеку и Плинија Старијег, писали су расправе које су се бавиле правилима природног света у различитим степенима дубине. Многи староримски неоплатонисти од 3. до 6. века такође су прилагодили Аристотелова учења о физичком свету филозофији која је наглашавала спиритуализам.
Аристотелова дела о природној филозофији су настављена да се преводе и проучавају у време успона Византијског царства и Абасидског калифата.
У Византијском царству, Јован Филопон, је био први који је довео у питање Аристотелово учење физике. За разлику од Аристотела, који је своју физику заснивао на вербалном аргументу, Филопон се уместо тога ослањао на посматрање и заговарао посматрање уместо прибегавање вербалном аргументу. Увео је теорију импулса. Јован Филопонова критика аристотеловских принципа физике послужила је као инспирација за Галилеа Галилеја током научне револуције.
Препород у математици и науци догодио се у време Абасидског калифата од 9. века надаље, када су муслимански научници проширили грчку и индијску природну филозофију. Речи алкохол, алгебра и зенит имају арапске корене.
Аристотелова дела и друга грчка природна филозофија нису доспела на Запад све до средине 12. века, када су дела преведена са грчког и арапског на латински. Развој европске цивилизације касније у средњем веку донео је са собом даљи напредак у природној филозофији. Европски изуми су омогућили брзи раст становништва, дајући место урбанизацији и оснивању школа повезаних са манастирима и катедралама у савременој Француској и Енглеској. Уз помоћ школа, развио се приступ хришћанској теологији који је покушавао да одговори на питања о природи и другим предметима користећи логику. Међутим, неки клеветници су овај приступ видели као јерес. До 12. века, западноевропски научници и филозофи дошли су у контакт са скупом знања о којем раније нису били упознати: великим корпусом дела на грчком и арапском језику које су сачували исламски научници.
У касном средњем веку, шпански филозоф Доминик Гундисалин је предложио своју класификацију природних наука у свом делу О подели филозофије из 1150. године; ово је била прва детаљна класификација наука заснована на грчкој и арапској филозофији која је стигла до Западне Европе. Постојала је широка сагласност међу научницима у средњем веку да је природна наука била о телима у покрету. Међутим, постојала је подела око укључивања области као што су медицина, музика и перспектива. Филозофи су размишљали о питањима укључујући постојање вакуума, да ли кретање може да произведе топлоту, боје дуге, кретање земље, да ли постоје елементарне хемикалије и где у атмосфери настаје киша.
Проналазак штампарске машине у 15. веку, проналазак микроскопа и телескопа и протестантска реформација суштински су изменили друштвени контекст у којем се развијала научна истраживања на Западу. Научна револуција, која је почела да се развија у 17. веку, представљала је оштар раскид са аристотеловским методама истраживања. Један од његових главних напредака била је употреба научне методе за истраживање природе. Подаци су прикупљени, а поновљива мерења су вршена у експериментима. Научници су затим формирали хипотезе да објасне резултате ових експеримената.
Од 19. века проучавање науке је постало у делокругу професионалаца и институција. Тиме је постепено добијала модернији назив природне науке. Термин научник је сковао Вилијам Вевел у прегледу Мери Сомервил о повезаности наука из 1834. године. Према чувеном уџбенику из 1923. године, Термодинамика и слободна енергија хемијских супстанци, америчког хемичара Гилберта Н. Луиса и америчког физичког хемичара Мерла Рендала, природне науке садрже три велике гране: механика, електродинамика и термодинамика
Данас се природне науке чешће деле на науке о животу, као што су ботаника и зоологија, и физичке науке, које укључују физику, хемију, астрономију и науке о Земљи.